# León Sánchez Cuesta
León Sánchez Cuesta (Oviedo, Astúries, 1892 – Madrid, 1978) fou un llibreter asturià.
Va estudiar Dret a la Universitat d'Oviedo, llicenciant-se el 1912, i doctorant-se a la Universitat de Tolosa el 1915. Conegut com «el llibreter de la Generació del 27», es va introduir en el món del llibre durant la seva estada a la Residencia de Estudiantes a través del seu director, Alberto Jiménez Fraud, que també gestionava l'editorial Residencia, i del poeta Juan Ramón Jiménez. Va aprendre els secrets de l'ofici de llibreter a la Sociedad General de Librería (SGEL), filial de l'editorial Hachette, establerta a Espanya des de 1914. Després d'uns mesos treballant a París, el 1921 va marxar a Mèxic com a representant d'aquesta. Però ben aviat va tornar a Espanya amb el propòsit d'instal·lar-se com a llibreter, fent-se càrrec de les comandes dels professionals americans i de l'explotació del llibre estranger, fins aleshores desatès pel comerç nacional.
En tornar a Madrid el 1923, entrà a l'editorial 'La Lectura' com a director gerent de la secció de llibreria i, com a soci de l'empresa i al costat de Jiménez Fraud, va obrir el seu primer establiment al Passeig de Recoletos amb el nom de 'Libreria de Arte i Extrangera La Lectura'. El 1924 es va independitzar, basant el negoci en l'organització d'un servei central de llibreria d'obres nacionals i estrangeres per a particulars i institucions, a més de subministrar publicacions en comissió a llibreters americans. S'ocupà de les comandes dels departaments d'espanyol i de les biblioteques de les universitats americanes, a través dels contactes amb professors espanyols, arribant a formar a l'elit intel·lectual i professional de país. Entre els seus clients destacaren Antonio Machado, Max Aub, Fernando de los Ríos Urruti, Maruja Mallo, Juan Negrín, Severo Ochoa, Francisco Grande Covián, Adolfo Salazar, Cristóbal Hall, Julián Zugazagoitia o Manuel Azaña, entre d'altres, a part dels membres del grup poètic del 27. Com a proveïdor de llibres i publicacions internacionals, León va contribuir a la introducció del pensament i la literatura europeus a Espanya, sense oblidar el seu paper en la difusió de la producció bibliogràfica espanyola a l'estranger amb el subministrament de nombrosos títols a centres i particulars forans. També fou mecenes de joves escriptors promocionant i distribuint les seves obres al mercat.
A causa de la gran demanda de llibres francesos per part dels seus clients, el 1927 decidí obrir una sucursal a París, tot i que, l'any següent, acabà venent la sucursal al seu soci, Juan Vicens de la Llave, encara que ambdós van acordar mantenir el nom de 'León Sánchez Cuesta' pel prestigi davant la clientela. Als pocs mesos d'esclatar la Guerra Civil espanyola, es traslladà a Salamanca, on treballà com a traductor a Ràdio Nacional d'Espanya, i el juliol de 1937 marxà a l'Alemanya nazi, exercint de professor d'espanyol a la Universitat de Marburg. En iniciar-se la guerra, s'establí a Maison Carrée, on residia la família de la seva dona, i allí va romandre fins al 1947. L'octubre d'aquell any tornà a Espanya i s'establí en una llibreria a Madrid. La censura i les traves burocràtiques i econòmiques de la dictadura franquista, van dificultar el seu negoci de llibreria estrangera. El 1948 començà a publicar el Boletín Mensual de Novedades de Librería Española per difondre la producció nacional i tenir informada als seus clients. El 1950 va adquirir la llibreria de la Revista de Occidente, on va continuar treballant fins a la seva mort el 1978. Fou accionista d'Alianza Editorial. El 1965 va rebre la Medalla Rivadeneyra, i el 1974 va rebre el Premi de Llibreter de l'Any, en reconeixement de la seva dilatada trajectòria.